# 39464 Pöppelmann
(39464) Poppelmann, denumire internațională (39464) Pöppelmann, este un asteroid din centura principală de asteroizi.

## Descriere
39464 Pöppelmann este un asteroid din centura principală de asteroizi. A fost descoperit pe 27 octombrie 1973 la Tautenburg de Freimut Börngen. Asteroidul prezintă o orbită caracterizată de o semiaxă mare de 2,43 ua, o excentricitate de 0,19 și o înclinație de 0,7° în raport cu ecliptica.